# Absolut Oldie Classics

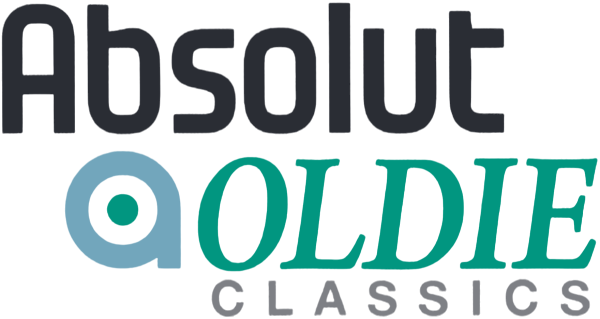
Logo bis 4. Oktober 2020

Absolut Oldie Classics ist ein privater Hörfunksender, der zur Senderfamilie Absolut Radio der Antenne Deutschland GmbH & Co. KG gehört und deutschlandweit über DAB+ und im Webstream empfangbar ist. Er ist ein Schwestersender von Absolut relax, Absolut HOT, Absolut Bella und Absolut TOP. Sitz des Senders ist Garching bei München.

## Programm und Musik
Das Programm von Absolut Oldie Classics besteht hauptsächlich aus Songs der 1970er und 1980er Jahre und wird durch Nachrichten unterbrochen. Mit dem Start auf DAB+ wurde das Programmschema überarbeitet. Die Musikauswahl ist nun breiter gefächert und somit vielfältiger als vorher. Zudem ist ein neues Sounddesign auf Sendung gegangen.